# Pfarrkirche Vent

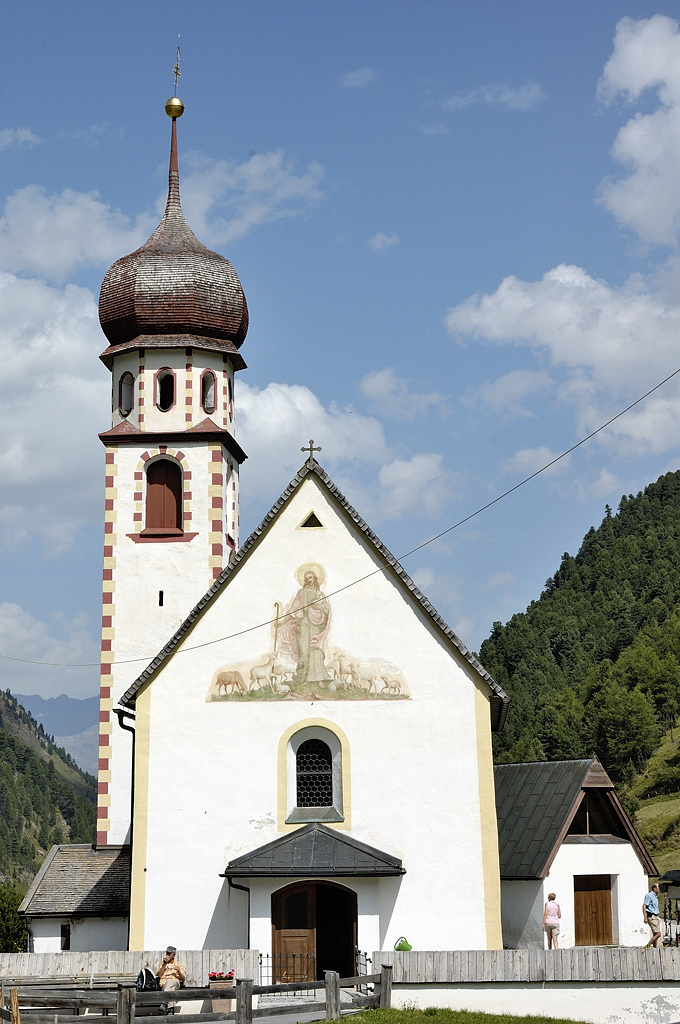
Pfarrkirche Vent, Giebelfront (2011)

Die römisch-katholische Pfarrkirche Vent steht im Ort Vent in der Gemeinde Sölden im Ötztal in Tirol. Die Pfarrkirche hl. Jakobus gehört zum Dekanat Silz in der Diözese Innsbruck. Die Kirche steht mit dem sie umschließenden Friedhof unter Denkmalschutz (Listeneintrag).

## Geschichte
Das von Zwieselstein nach Südwesten sich erstreckende Hochtal Vent wurde 1241 urkundlich genannt. Die Weihe einer Kapelle mit einem Friedhof erfolgte urkundlich im Jahr 1502. Der Kirchenbau wurde 1712 durch eine Lawine zerstört. 1862 wurde ein Neubau geweiht und 1891 zur Pfarrkirche erhoben. 1975 war eine Restaurierung, bei der auch die kunstvoll geschmiedeten Grabkreuze entfernt wurden.

## Architektur

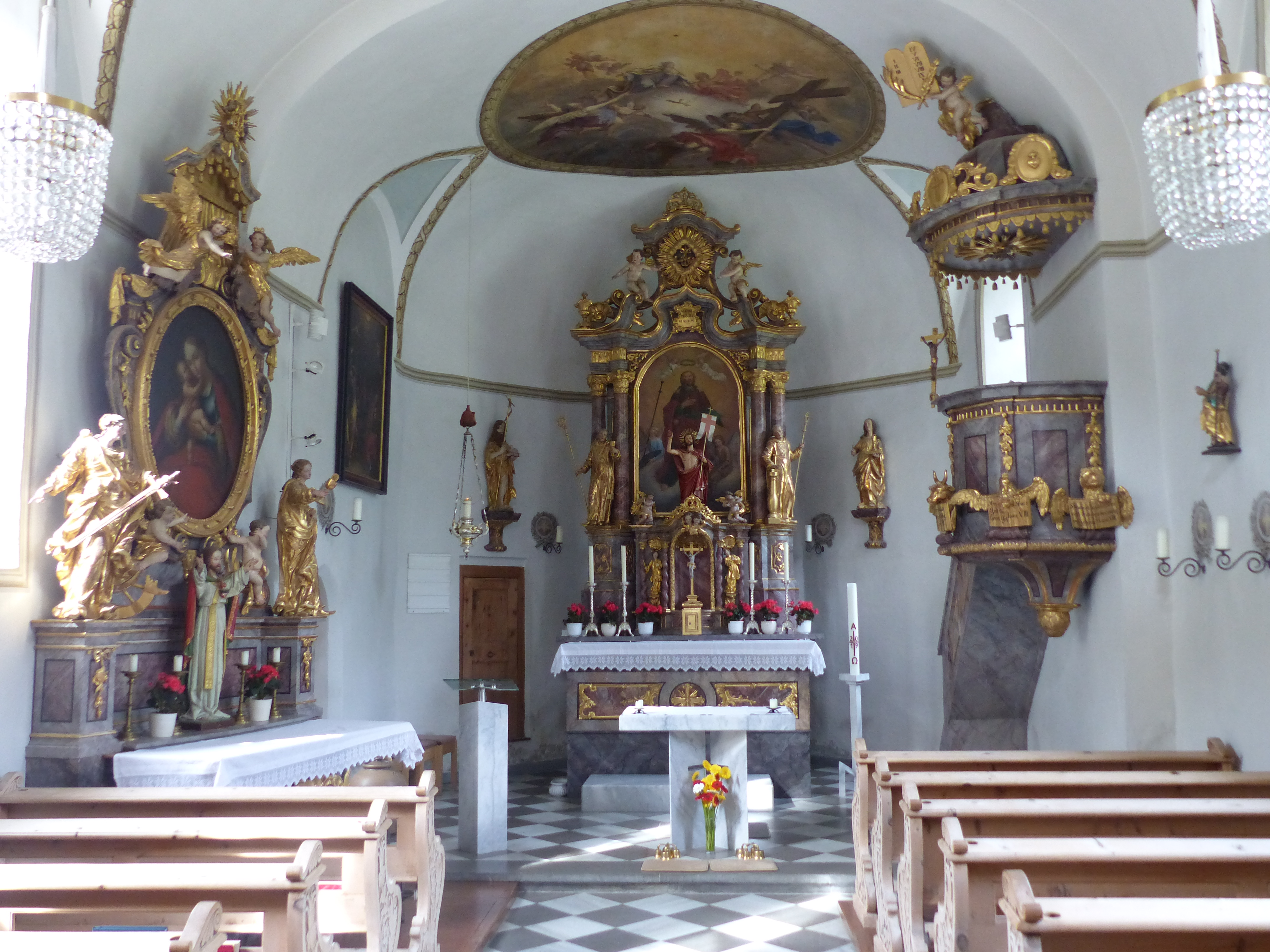
Innenansicht, Blick zum Chor

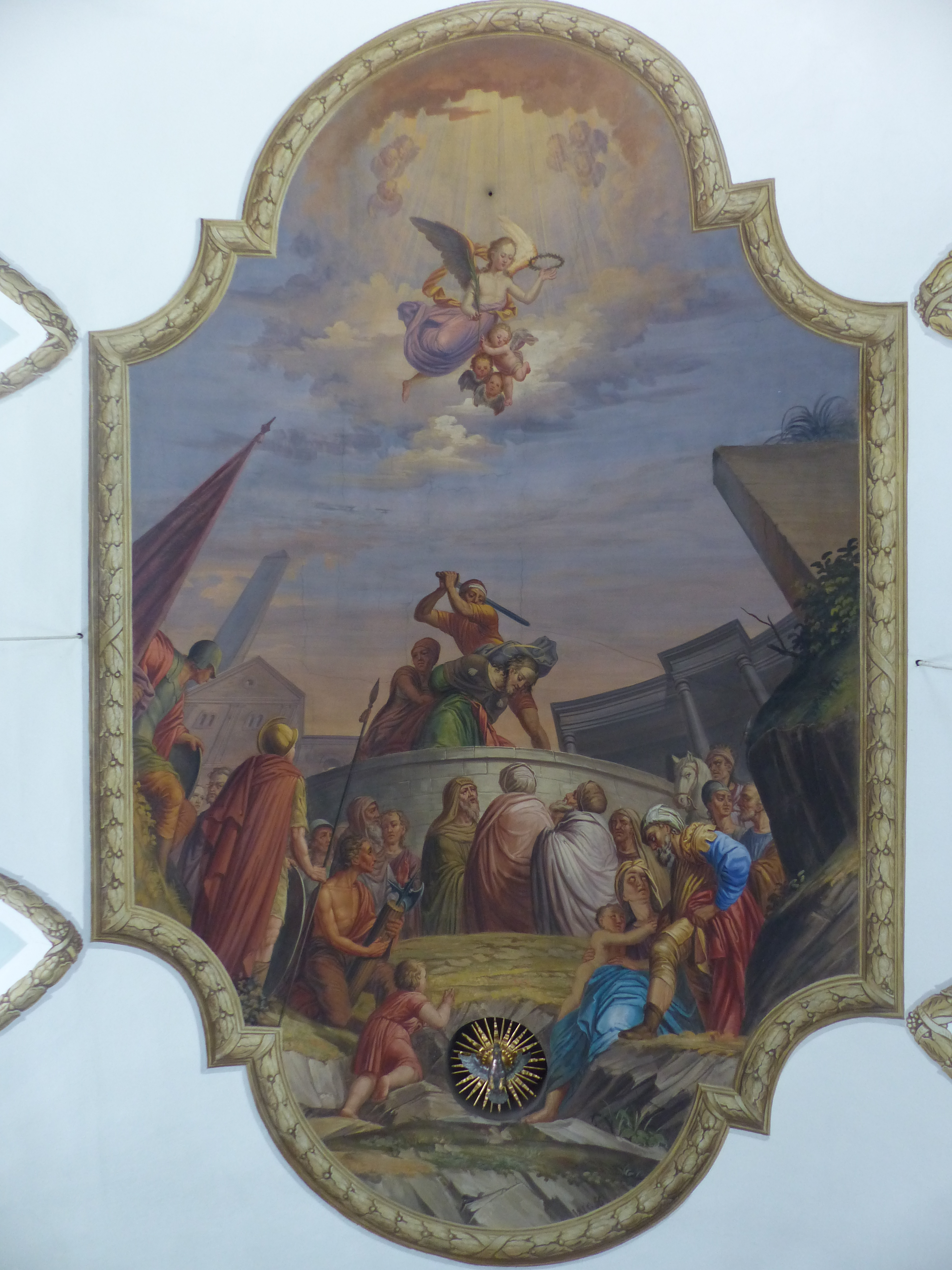
Deckenfresko Enthauptung des hl. Jakobus

Der parallel zum Tal stehende zweijochige Kirchenbau mit einem tiefen, außen polygonal schließenden Chor ist von einem Friedhof umgeben. Der bergseitige Turm hat rundbogige Schallfenster und trägt einen achtseitigen Aufsatz mit einem Zwiebelhelm. Das Fresko Guter Hirte an der Giebelfassade malte Ludwig Sturm (1933).
Das Kircheninnere mit einem Stichkappentonnengewölbe zeigt am Chorbogen das Chronogramm 1806. Die Deckenmalerei Dreifaltigkeit im Chor und Enthauptung des hl. Jakobus malte Josef Gschösser (?) (1856).

## Ausstattung
Der barocke Hochaltar aus der Mitte des 18. Jahrhunderts wurde aus der Kartause Schnals hierher übertragen. Der Hochaltar zeigt das Altarblatt hl. Jakobus malte Straßer (1848) und trägt Figuren der Karthäuserheiligen Bruno und Hugo. Der Seitenaltar mit einem Bild Mariahilf aus dem 19. Jahrhundert trägt die Figuren Katharina und Barbara von Andreas Kölle (1715). Die spätgotische Konsolstatuen Johannes der Täufer und Barbara sind aus dem Anfang des 16. Jahrhunderts. Das Kruzifix ist spätgotisch. Die Statuetten Jakobus und Isidor sowie eine Pietà und die Kanzel sind aus dem 18. Jahrhundert.

## Friedhof
Grabspruch eines Venter Bergführers auf schmiedeeisernem Kreuz im Jahr 1967 (die geschmiedeten Kreuze sind inzwischen entfernt).